# Бєльцький округ
Бє́льцький о́круг — адміністративно-територіальна одиниця Молдавської РСР, що існувала в 1952—1953 роках. Адміністративний центр — місто Бєльці.
Округ утворено 31 січня 1952 року, коли вся територія Молдавської РСР була поділена на 4 округи.

## Адміністративний поділ
Ділився на 22 райони та 2 міста окружного підпорядкування:
- Атакський район — с. Атаки
- Бєльцький район — м. Бєльці
- Болотинський район[ru] — с. Балатіна
- Братушанський район[ru] — с. Братушани
- Бричанський район — смт Бричани
- Вертюжанський район[ru] — с. Вертюжень
- Глоденський район — с. Глодяни
- Дрокійський район — с. Дрокія
- Єдинецький район — смт Єдинці
- Згурицький район[ru] — с. Згуриця
- Кам'янський район — смт Кам'янка
- Кишкаренський район[ru] — с. Кішкерень
- Котюжанський район[ru] — с. Котюжень
- Липканський район — смт Липкани
- Окницький район — смт Окниця
- Ришканський район — смт Ришкани
- Скулянський район[ru] район — с. Скулень
- Сороцький район — м. Сороки
- Синжерейський район — с. Синжерея
- Тирнівський район[ru] — с. Тирнова
- Фалештський район — м. Фалешти
- Флорештський район — м. Флорешти
- місто Бєльці
- місто Сороки

15 червня 1953 року всі округи Молдавської РСР скасовано.

## Керівництво Бєльцького округу

### Голова окрвиконкому
1. Полоз Петро Матвійович (лютий 1952 — червень 1953)

### 1-й секретар окружкому КП Молдавії
1. Квасов Григорій Васильович (лютий 1952 — червень 1953)